# Heteropelma townesi
Heteropelma townesi là một loài tò vò trong họ Ichneumonidae.